# Eastside Cannery
Eastside Cannery Hotel and Casino – hotel i kasyno, działające w Sunrise Manor, w amerykańskim stanie Nevada. Obiekt, którego konstrukcja pochłonęła 250 milionów dolarów, jest własnością korporacji Millennium Management Group.
16–piętrowa wieża składa się z hotelu o 307 pokojach, kasyna o powierzchni 6000 m², czterech restauracji, dwóch barów, a także centrum zakładów sportowych.
Eastside Cannery wyróżniony został nagrodą Trzech Diamentów AAA.

## Historia
Obiekt został otwarty 28 sierpnia 2008, w miejscu, w którym w przeszłości działał Nevada Palace (1977–2008). Eastside Cannery był jednocześnie pierwszym nowym kasynem, które powstało przy Boulder Highway od sierpnia 1994 roku, kiedy to działalność rozpoczęło Boulder Station. 
Eastside Cannery był pierwszym kasynem w Las Vegas, w którym ochrona zaczęła korzystać z Segwayów.